# مؤمن‌آباد (سرخه)
مومن‌آباد روستایی در دهستان مومن‌آباد بخش هفدر شهرستان سرخه استان سمنان ایران است.
مؤمن‌آباد در ۵ کیلومتری باختر سمنان و ۱۸ کیلومتری شمال شرقی شهرسرخه در مسیر جادهٔ سمنان - فیروزکوه جای گرفته است.

## جمعیت
بر پایه سرشماری عمومی نفوس و مسکن در سال ۱۳۹۵ جمعیت این روستا ۱٬۷۹۶ نفر (در ۵۸۵ خانوار) بوده است.

## گردشگری
در این روستا، مقبره‌ای به نام درویش محمود سمنانی وجود دارد. گفته می‌شود که وی یکی از عارفان قرن هشتم و از پیروان عارف بزرگ شیخ علاءالدوله سمنانی بوده است.